# Marshall Headle
Marshall E. Headle (21 mars 1893 à Winthrop aux États-Unis - 14 mai 1945) fut un aviateur américain
Il est surtout connu pour sa participation aux premiers projets du constructeur Lockheed. Ayant toujours fui toute forme de publicité, sa véritable importance est fréquemment sous-évaluée.

## Biographie
En 1913, Marshall Headle est diplômé du Massachusetts State College et décide de partir en France après le début de la Première Guerre mondiale. Il s'enrôle comme simple soldat, mais est bien vite captivé par les machines volantes qu'il découvre à l'occasion du conflit. Il demande alors à être transféré à l'Armée de l'air française et y apprend à piloter.
Après l'entrée des États-Unis dans le conflit, il est versé à l'U.S Air Service comme instructeur à Tours puis à Issoudun. Après la guerre, il continue à voler au sein du US Marine Corps avant de devenir chef pilote d'essai chez Lockheed, succédant ainsi à Wiley Post. À partir de 1935, sa fonction chez Lockheed évolue et il parcourt le monde pour promouvoir la marque, effectuant des vols de démonstration ainsi que des formations pour les clients du constructeur,,.
Marshall Headle est décédé prématurément le 14 mai 1945 à l'âge de 52 ans des séquelles d'un accident d'hypoxie dans une chambre de simulation d'altitude. Il avait piloté plus de 300 types d'appareils. Il effectua notamment le premier vol du Lockheed P-38 Lightning.